# Nuoto ai XIX Giochi del Mediterraneo - 50 metri stile libero femminili
La gara dei 50 metri stile libero femminili ai XIX Giochi del Mediterraneo si è svolta il 1º luglio 2022. Al mattino si sono svolte le batterie, mentre la finale si è disputata nel pomeriggio.

## Podio
| Pos. | Atleta         | Nazione  |
| ---- | -------------- | -------- |
|      | Lidón Muñoz    | Spagna   |
|      | Neža Klančar   | Slovenia |
|      | Kalia Antoniou | Cipro    |

## Record
Prima della manifestazione il record del mondo (RM) e il record dei Giochi del Mediterraneo (RG) erano i seguenti.
|  | 23"67 | Sarah Sjöström | 29 luglio 2017 Budapest  |
|  | 24"83 | Farida Osman   | 25 giugno 2018 Tarragona |

Durante la competizione non sono stati migliorati record.

## Risultati

### Batterie
| Pos. | Batteria | Corsia | Atleta                | Nazionalità | Tempo       | Note |
| ---- | -------- | ------ | --------------------- | ----------- | ----------- | ---- |
| 1    | 3        | 4      | Lidón Muñoz           | Spagna      | 25"19       | Q    |
| 2    | 2        | 4      | Kalia Antoniou        | Cipro       | 25"24       | Q    |
| 3    | 1        | 4      | Neža Klančar          | Slovenia    | 25"25       | Q    |
| 4    | 2        | 3      | Viola Scotto di Carlo | Italia      | 25"32       | Q    |
| 5    | 2        | 5      | Anna Santamans        | Francia     | 25"54       | Q    |
| 6    | 2        | 6      | Anna Hadjiloizou      | Cipro       | 25"63       | Q    |
| 7    | 3        | 5      | Nina Stanisavljević   | Serbia      | 25"67       | Q    |
| 8    | 1        | 6      | Sofia Klikopoulou     | Grecia      | 25"77       | Q    |
| 9    | 1        | 5      | Amel Melih            | Algeria     | 25"85       |      |
| 10   | 3        | 2      | Lucile Tessariol      | Francia     | 26"01       |      |
| 11   | 3        | 3      | Carmen Weiler         | Spagna      | 26"02       |      |
| 12   | 3        | 6      | Claudia Lutecka       | Italia      | 26"05       |      |
| 13   | 1        | 3      | Maria Drasidou        | Grecia      | 26"06       |      |
| 14   | 2        | 7      | Nesrine Medjahed      | Algeria     | 26"15       |      |
| 15   | 1        | 2      | Tjaša Pintar          | Slovenia    | 26"32       |      |
| 16   | 1        | 7      | Ana Guedes            | Portogallo  | 26"55       |      |
| 17   | 2        | 2      | İlknur Nihan Çakıcı   | Turchia     | 26"57       |      |
| 18   | 3        | 7      | Sezin Eligül          | Turchia     | 26"91       |      |
| 19   | 3        | 1      | Francisca Martins     | Portogallo  | 27"06       |      |
| 20   | 3        | 8      | Mònica Ramírez        | Andorra     | 27"34       |      |
| 21   | 2        | 1      | Nàdia Tudó            | Andorra     | 27"99       |      |
| DNS  | 1        | 1      | Tanja Popović         | Serbia      | Non partita |      |

### Finale
| Pos. | Corsia | Atleta                | Nazionalità | Tempo | Note |
| ---- | ------ | --------------------- | ----------- | ----- | ---- |
|      | 4      | Lidón Muñoz           | Spagna      | 24"97 |      |
|      | 3      | Neža Klančar          | Slovenia    | 25"01 |      |
|      | 5      | Kalia Antoniou        | Cipro       | 25"06 |      |
| 4    | 2      | Anna Santamans        | Francia     | 25"37 |      |
| 5    | 6      | Viola Scotto di Carlo | Italia      | 25"48 |      |
| 6    | 7      | Anna Hadjiloizou      | Cipro       | 25"55 |      |
| 7    | 1      | Nina Stanisavljević   | Serbia      | 25"77 |      |
| 8    | 8      | Sofia Klikopoulou     | Grecia      | 25"93 |      |